# Dendrobium bunuanense
Dendrobium bunuanense är en orkidéart som beskrevs av Oakes Ames. Dendrobium bunuanense ingår i släktet Dendrobium, och familjen orkidéer. Inga underarter finns listade i Catalogue of Life.